# حوسبة مرئية
 الحوسبة المرئية هي مصطلح عام لجميع تخصصات علوم الكمبيوتر التي تتعامل مع الصور والنماذج ثلاثية الأبعاد، أي رسومات الحاسوب ومعالجة الصور والتصور ورؤية الكمبيوتر والواقع الافتراضي والمضاعف ومعالجة الفيديو، ولكنها تشمل أيضًا جوانب التعرف على الأنماط والتفاعل بين الإنسان والحاسوب التعلم الآلي والمكتبات الرقمية. وتتمثل التحديات الأساسية في اكتساب المعلومات المرئية ومعالجتها وتحليلها وتقديمها (خاصة الصور والفيديو). وتشمل مجالات التطبيق مراقبة الجودة الصناعية، ومعالجة الصور الطبية والتصوير، والمسح، والروبوتات، وأنظمة الوسائط المتعددة، والتراث الافتراضي، والمؤثرات الخاصة في الأفلام والتلفزيون، وألعاب الكمبيوتر

## التاريخ والنظرة العامة
الحوسبة المرئية نسبيا حديثا صاغ المصطلح الذي حصلت معناها الحالي حوالي عام 2005،  عندما أنشئت علوم الكمبيوتر التخصصات التالية رسومات الحاسوب،  معالجة الصور الرقمية، رؤية حاسوبية  وغيرها لاحظت أن الأساليب والتطبيقات تتداخل فيما بينها أكثر وأكثر، لذلك احتاجت إلى مصطلح جديد. العديد من يستخدم الأساليب الرياضية والحسابية هي نفسها في جميع مجالات التعامل مع الصور: صيغ الصور، طرق تصفية، نماذج الألوان، صورة المقاييس وآخرين. وكذلك أساليب البرمجة على أجهزة الرسومات، والتحليل للتعامل مع البيانات والكتب المدرسية والمؤتمرات الضخمة، فإن المجتمعات العلمية لهذه التخصصات والمجموعات العاملة في الشركات تداخلت أكثر وأكثر.
وعلاوة على ذلك، هناك تطبيقات في حاجة متزايدة إلى تقنيات من واحد أو أكثر من هذه المجالات في وقت واحد. لو توليد نماذج مفصلة من كائنات معقدة نحتاج إلى التعرف على الصور، أجهزة استشعار ثلاثية الابعاد، واعادة بناء الخوارزميات. ولعرض هذه النماذج بشكل جيدتحتاج إلى تقنيات عرض واقعية مع محاكاة الإضاءة المعقدة. الرسومات في الوقت الفعلي هي الأساس لبرمجيات الواقع الافتراضي والعالي القابلة للاستخدام. التقسيم الجيد للأعضاء هو الأساس للتلاعب التفاعلي للتصورات ثلاثية الأبعاد للفحص الطبي. يحتاج التحكم في الروبوت إلى التعرف على الكائنات كنموذج لبيئتها. وجميع الأجهزة (أجهزة الكمبيوتر) تحتاج واجهات مستخدم رسومية مريحة
على الرغم من أن العديد من المشاكل يعتبر حلها داخل المجتمعات العلمية الفرعية التخصصات يجعل الحوسبة البصرية (في الغالب تحت الافتراضات المثالية)، أحد التحديات الكبرى في الحوسبة البصرية ككل هو دمج هذه الحلول الجزئية في المنتجات المعمول بها. وهذا يشمل التعامل مع العديد من المشاكل العملية مثل معالجة العديد من الأجهزة، واستخدام البيانات الحقيقية (التي غالبا ما تكون خاطئة و/أو عملاقة في حجمها) والعملية من قبل المستخدمين غير مدربين. في هذا الصدد، الحوسبة المرئية هي أكثر من مجرد مجموعة تخصصات فرعية  ، هو الخطوة التالية نحو أنظمة تناسب الاستعمال الحقيقي في جميع المجالات باستخدام الصور أو الكائنات ثلاثية الابعاد على الكمبيوتر.

## تخصصات الحوسبة المرئية
على الأقل ما يلي التخصصات الفرعية في مجالات الحوسبة المرئية. لمعرفة أكثر تفصيل لكل من هذه المجالات يمكن الاطلاع على الروابط الخاصة.
- رسومات الحاسوب والرسوم المتحركة الكمبيوتر

رسومات الحاسوب هو مصطلح عام لجميع التقنيات التي تنتج الصور كنتائج نهائية مع مساعدة من الكمبيوتر. لتحويل وصف الكائنات إلى صور يسمى تصيير (رسوميات حاسوبية) الذي هو دائما حل وسط بين جودة الصورة وقت التشغيل.
- تحليل الصور ورؤية الحاسوب

التقنيات التي يمكن استخراج محتوى المعلومات من الصور يسمى تحليل الصور و رؤية حاسوبية هو قدرة أجهزة الكمبيوتر (أو الروبوتات) إلى التعرف على البيئة وتفسير ذلك بشكل صحيح.
التصور والتحليلات البصرية
يستخدم التصور لإنتاج الصور التي يجب أن تنقل الرسائل. قد تكون البيانات مجردة أو ملموسة، غالبًا بدون مكونات هندسية مسبقة. تصف التحليلات المرئية نظام التحليل البصري التفاعلي للبيانات، كما هو موضح «علم التحليل التحليلي المدعوم بالواجهة المرئية التفاعلية».
- النمذجة الهندسية والطباعة الثلاثية الابعاد

لتمثيل الكائنات التقديم فإنه يحتاج إلى طرق خاصة وهياكل البيانات، والتي تندرج مع مصطلح النمذجة الهندسية. بالإضافة إلى وصف التفاعلية هندسية وتقنيات الاستشعار البيانات تستخدم لإعادة بناء نماذج هندسية. خوارزميات فعالة السيطرة طباعة ثلاثية الأبعاد  أيضا تنتمي إلى مجال الحوسبة البصرية.
- معالجة الصور وتحرير الصور

وعلى النقيض من صورة تحليل و معالجة الصور تعالج الصور لإنتاج أفضل الصور. «أفضل» لها معان مختلفة جدا الموضوع إلى كل تطبيق. أيضا، يجب أن يكون التمييز من تحرير الصور التي توضح التفاعلية التلاعب الصور استنادا إلى التحقق من صحة الإنسان.
- الواقع الافتراضي ومتطلباته

التقنيات التي تنتج الشعور بالانغماس في وهمية تسمى عالم الواقع الافتراضي. متطلبات الواقع الافتراضي  تشمل نظارة الواقع الافتراضي في الوقت الحقيقي تتبع ذات جودة عالية في الوقت الحقيقي التقديم. الواقع المعزز تمكن المستخدم من رؤية حقيقية البيئة بالإضافة إلى كائنات افتراضية، مما يعزز هذا الواقع.
تعتبر متطلبات الدقة في سرعة التعقب ودقة التتبع أعلى بكثير هنا
- التفاعل البشري مع الكمبيوتر

التخطيط والتصميم يستخدم الواجهات بين الناس وأجهزة الكمبيوتر ليست سوى جزء من كل نظام تنطوي على الصور. بسبب ارتفاع النطاق الترددي من الإنسان في القناة البصرية (العين)، الصور هي الجزء المفضل والمريح من بين واجهات المستخدم في أي نظام، حيث أن التفاعل بين الإنسان والحاسوب هو أيضا جزء لا يتجزأ من الحوسبة المرئية.

## الروابط المرفقة
1. ↑  International Symposium on Visual Computing نسخة محفوظة 25 فبراير 2018 على موقع واي باك مشين.
2. ↑  [Thomas, J.J., and Cook, K.A. (Eds) (2005).

## روابط اضافية
- مايكروسوفت مجموعة أبحاث الحوسبة البصرية
- الحوسبة البصرية في NVidia
- الحوسبة البصرية في جامعة هارفارد
- مركز الحوسبة البصرية في جامعة الملك عبد الله
- البحوث التطبيقية في الحوسبة البصرية (فراونهوفر IGD)
- معهد الحوسبة البصرية نسخة محفوظة 16 أبريل 2021 على موقع واي باك مشين. (Hochschule بون-راين-زيغ، Sankt Augustin)
- VRVis مركز الأبحاث الواقع الافتراضي والتصور (فيينا-النمسا)
- الحوسبة البصرية مجموعة @ HTW برلين (ألمانيا)